# سلمان أمير
سلمان أمير (5 أكتوبر 1986) لاعب كرة قدم بحريني يلعب حاليا لصالح نادي الدرجة الأولى المالكية البحريني في مركز قلب الدفاع من 2004.